# Castelo de Madrid

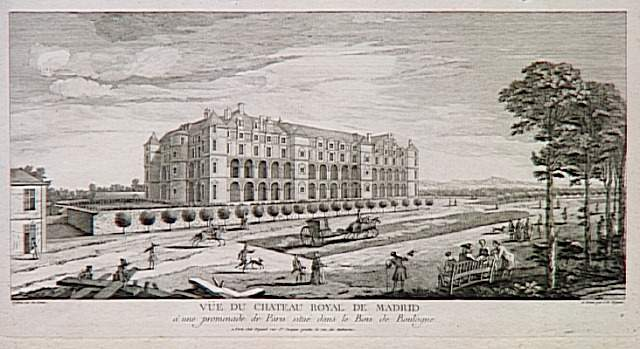
O Château de Madrid numa gravura setecentista, por Jacques Rigaud.

O Château de Madrid foi um importante palácio Real renascentista construído na França. Foi edificado em Neuilly-sur-Seine, na orla do Bosque de Bolonha, próximo de Paris, no início do século XVI, mas caíu em desudo nos séculos XVII e XVIII, tendo sido quase totalmente demolido na década de 1790.

## História
A construção do château foi ordenada por Francisco I em 1527, o qual havia sido capturado na Batalha de Pavia, em 1525, e mantido em Madrid durante alguns meses. No seu regresso a França, em 1526, Francisco achou o Palais du Louvre desconfortável, tendo desejado um novo palácio. Inicialmente chamado de Château de Boulogne, o novo edifício rapidamente se tornou conhecido como Château de Madrid. O palácio francês foi inspirado, provavelmente, no actualmente desaparecido Palácio dos Vargas na Casa de Campo, o grande parque de Madrid, daí o seu nome. Ambos os edifícios foram construídos na orla de uma floresta próximo de uma grande cidade, e ambos eram constituídos por um longo corps de logis central com loggias em dois andares e pavilhões cúbicos em cada extremo.
Os trabalhos de construção foram dirigidos inicialmente pelo florentino Girolamo della Robbia e, mais tarde, por arquitectos franceses. O edifício foi concluído durante o reinado de Henrique II, cerca de 1552.

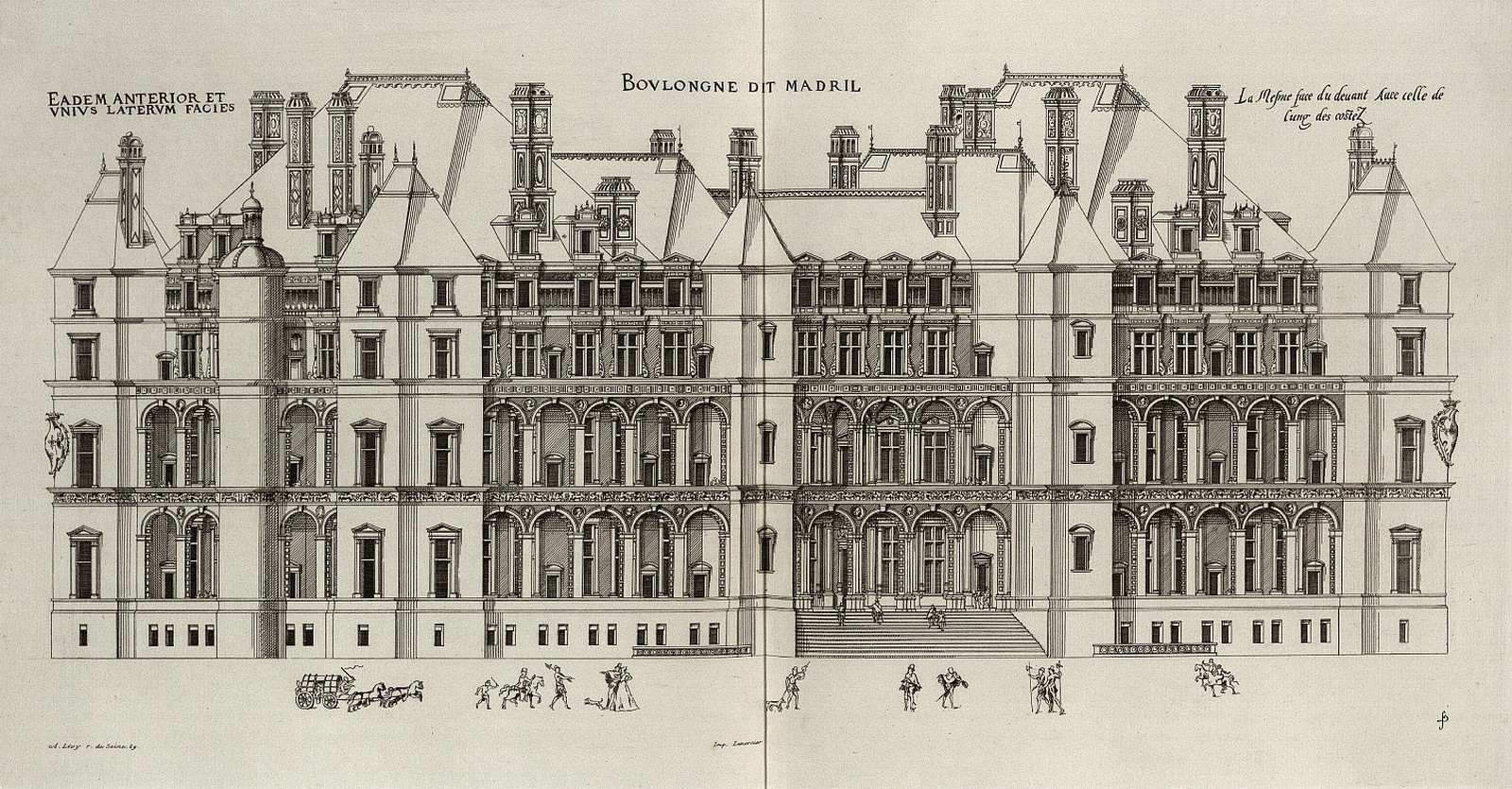
O Château de Madrid, por Androuet du Cerceau.

O Château de Madrid foi ricamente decorado, tanto no interior como no exterior. Quase todas as paredes exteriores foram cobertas de majólica em alto relevo por della Robbia; como consequência, o palácio também era conhecido como o "Château de Faïence" (Château de Faiança) devido às cerâmicas decoradas com vidros opacos coloridos. O interior foi sumptuosamente decorado. A sua arquitectura recebeu nítidas influências tanto da arquitectura renascentista italiana, com a planta do edifício a lembrar a forma da letra H e o exterior ricamente ornamentado, como da francesa, com torres em cada canto de ambos os pavilhões e o seu esquema interno, baseado no Château de Chenonceau e no Château de Chambord. Esta fórmula seria repetida novamente no Château de la Muette e no Châteauneuf de Challeau.
Em 1666, Jean Hindret fondou a manufactura do Château de Madrid, onde se teciam meias de seda.
O palácio foi abandonado pela Casa de Bourbon durante os séculos XVII e XVIII. Em 1787, uma sentença do Conselho (arrêt du Conseil) de Luís XVI ordenou que o edifício fosse vendido com vista à demolição, juntamente com o Château de la Muette, o Château de Vincennes e o Château de Blois. O edifício estava em ruínas antes da Revolução Francesa. O Château de Madrid foi adjudicado, no dia 27 de Março de 1792, a uma firma de demolições liderada por um tal Monsieur Leroy, o qual pagou com cédulas bancárias distribuídas pelo governo revolucionário. Pouco vestígios sobreviveram: um capitel e três fragmentos de faiança estão guardados no museu de Sévres e no Museu Nacional da Renascença, este último instalado no Château d'Écouen.
O lugar onde se erguia o palácio recebeu novas construções, tendo as fundações sido destruídas.

### Detalhes do interior

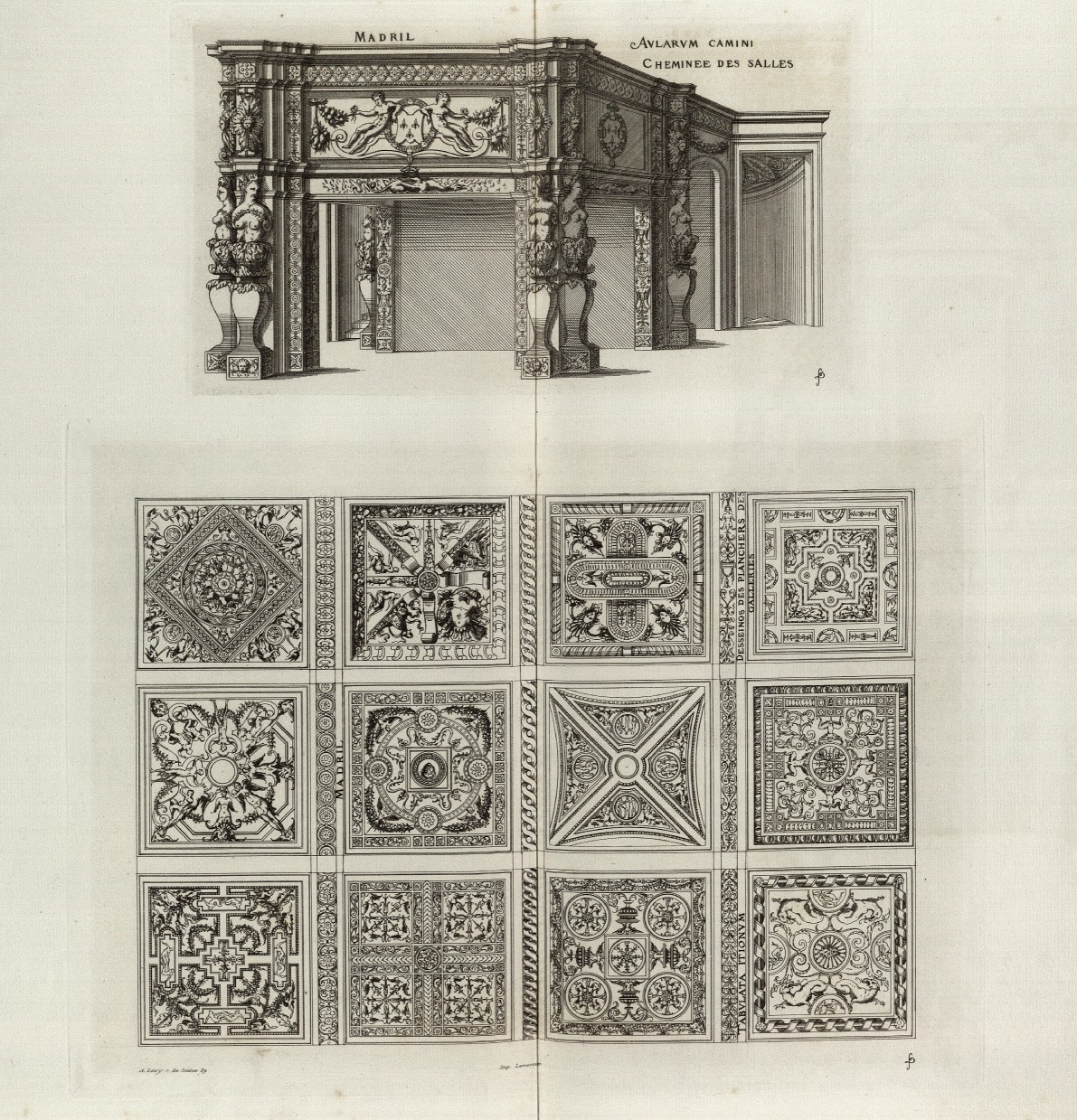
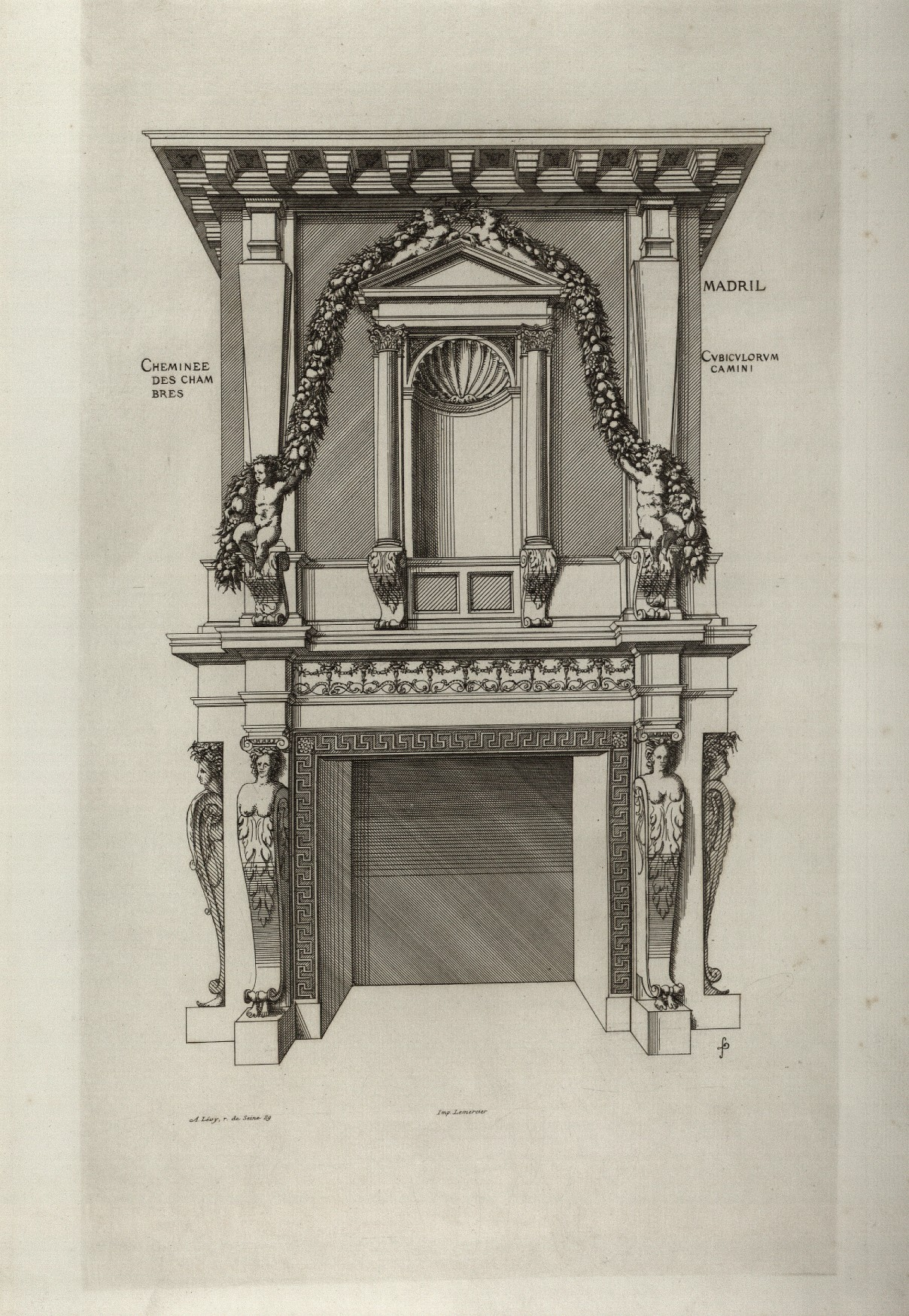
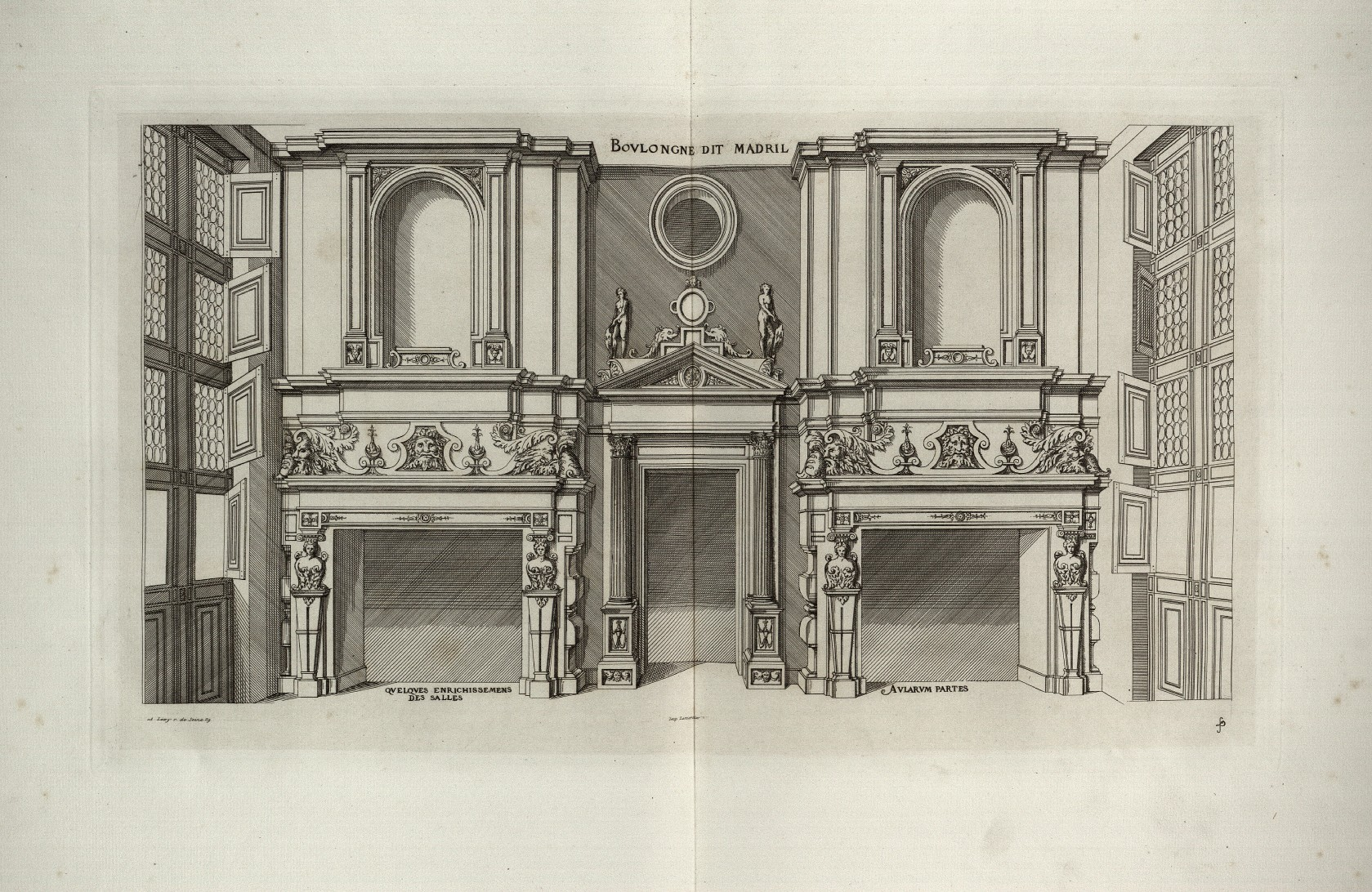
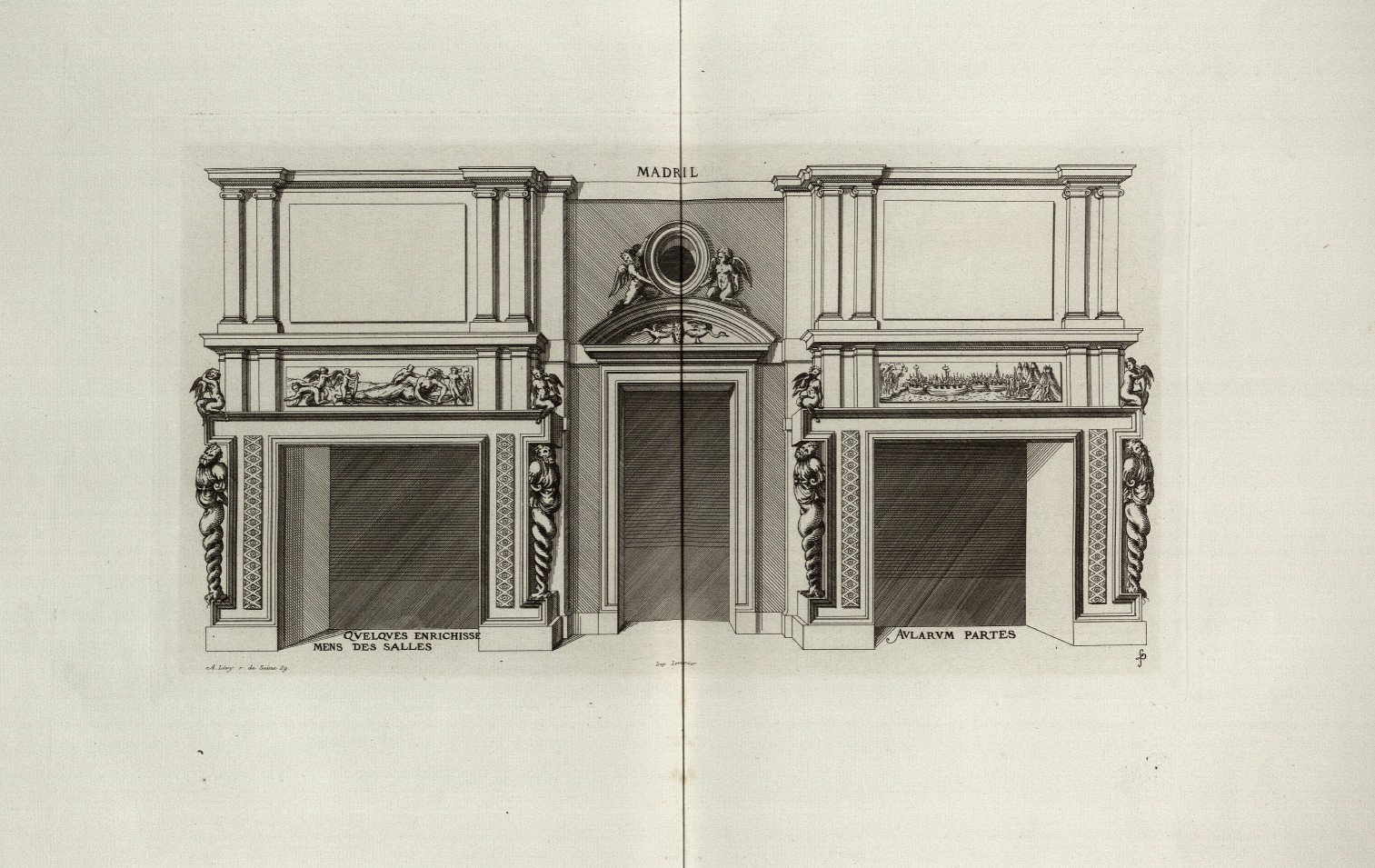